# 晃祐堂
株式会社晃祐堂は、日本の熊野筆の販売メーカー。本社は広島県安芸郡熊野町にある。

## 概要
各種毛筆（主に書筆・化粧筆）製造・販売を主な事業とする日本の企業である。通称は自社のブランドでもあるKOYUDO。
伝統工芸士が2名（小鳥田正寛、寺垣内久蔵）在籍している。
2016年に開催されたG7広島外相会合におけるおもてなしで熊野筆（化粧筆2本）がお土産として提供された。

## 沿革
- 1978年（昭和53年）2月 - 広島県熊野町にて創業。
- 1990年　平成2年）7月 -　株式会社晃祐堂を設立。
- 2013年（平成25年）4月 - 　広島県「ものづくり」オンリーワン企業　として紹介。
- 2014年（平成26年）4月 - 経済産業省中国経済産業局「カワいいモノ研究会」に参加。
- 2015年（平成27年）1月 - 熊野化粧筆が「ザ・広島ブランド　匠の逸品」に認定。
- 2015年（平成27年） 4月 - 化粧筆工房　新社屋完成。
- 2015年（平成27年） 6月 - 第23回中国地域ニュービジネス特別賞　受賞。
- 2015年（平成27年） 10月 - 第10回ニッポン新事業創出大賞アントレプレナー部門　優秀賞　受賞。
- 2017年（平成29年） 3月 - 「はばたく中小企業・小規模事業者300社　需要獲得部門」に選定。
- 2018年（平成30年） 12月 - 経済産業省　地域未来牽引企業に選定。

## 商品ラインナップ
- KOYUDOcollection
- KOYUDO
- SOMELLGARDEN
- Heart
- fu-pa
- yoshiki
- Makiko

## 受賞歴
- 第23回中国地域ニュービジネス特別賞
- 第10回ニッポン新事業創出大賞アントレプレナー部門　優秀賞